# Крила (фільм, 1966)
«Крила» (рос. «Крылья») — радянський художній фільм режисера Лариси Шепітько, знятий в 1966 році. У фільмі взяли участь льотно-технічний склад Центрального аероклубу ім. В. П. Чкалова і 1-го московського аероклубу.

## Сюжет
Фільм оповідає про повоєнне життя колишнього бойового льотчика, а нині директора училища Надії Петрухіної (Майя Булгакова). Викладання колишньої льотчиці в ремісничому училищі не приносить їй ні слави, ні успіху. Одного з її учнів приходиться відрахувати за бійку в буфеті, це один з головних елементів сюжету фільму. Як виявилося, підліток з неблагополучної родини, і директор частково відчуває провину перед юнаком через своє рішення. Її спроби повернути колишнього учня в суспільство не призводять ні до чого. Спілкування з прийомною дочкою і знайомство Надії з нареченим закінчуються нічим. Вони абсолютно чужі люди. Героїня Майї Булгакової здається всім сторонньою, не тільки для дочки, але й для всіх оточуючих. Надія Петрухіна згадує свого загиблого друга (коханого) льотчика-винищувача під час відвідування крайового історичного музею. Він загинув на її очах. Коли Надія відвідує аероклуб свого друга-однополчанина, вона за збігом обставин сідає за штурвал навчального літака і самовільно злітає. Петрухіна згадує свою молодість, і, керуючи літаком, розуміє всю легкість буття.

## У ролях
- Майя Булгакова —  Надія Петрухіна
- Жанна Болотова —  Таня Петрухіна
- Пантелеймон Кримов —  Павло Гаврилович, директор музею
- Леонід Дьячков —  Мітя Грачов
- Володимир Горєлов —  Ігор, чоловік Тані
- Юрій Медведєв —  Борис Григорович
- Микола Граббе —  Костянтин Михайлович
- Жанна Александрова —  Зіна Єрмолаєва
- Сергій Никоненко —  Сергій Бистряков
- Римма Нікітіна-Маркова —  Шура, буфетниця
- Аркадій Трусов —  Морозов
- Ольга Гобзєва —  студентка-журналістка
- Євген Євстигнєєв —  Міша
- Ігор Кашинцев —  Андрій
- Віталій Вульф — епізод
- Валерій Заливін — епізод
- Володимир Бурмістров —  курсант училища
- Наталія Гіцерот —  Наталія Максиміліанівна, секретар училища
- Павло Гуров —  кравець
- Петро Должанов —  Володимир Данилович
- Марія Кравчуновська —  сусідка Бистрякова
- Борис Юрченко —  Синіцин
- Алевтина Румянцева —  екскурсовод в музеї  (озвучила Марія Виноградова)
- Лев Вайнштейн —  член художньої ради
- Іван Турченко —  член художньої ради
- Дмитро Ніколаєв —  сусідський хлопчик

## Знімальна група
- Автори сценарію:  Валентин Єжов,  Наталія Рязанцева
- Режисер-постановник:  Лариса Шепітько
- Головний оператор:  Ігор Слабневич
- Художник:  Іван Пластинкін
- Композитор:  Роман Леденьов
- Звукооператор: Ольга Упеник
- Диригент:  Вероніка Дударова
- Монтажер: Лідія Лисенкова
- Директор картини: Валентин Маслов